# Divoká Afrika
Divoká Afrika (v anglickém originále Wild Africa) je dokumentární cyklus televize BBC. Byl vytvořen v koprodukci BBC a Discovery Channel v roce 2001 a dočkal se celkově úspěšného ohlasu. Dokument sleduje různá místa v Africe, jako jsou např. savany, hory atd. Série se dočkala takového skvělého ohlasu, že bylo natočeno ještě mnoho podobných cyklů (Divoká Evropa, Divoká Čína...). V Česku série vyšla v roce 2009 celkem na 6 DVD.

## Seznam dílů
- Hory
- Savana
- Pouště
- Pobřeží
- Džungle
- Jezera a řeky